# Возмутительный класс (фильм)
«Возмутительный класс» (тур. Hababam Sınıfı — «Непоседливый класс») — турецкий фильм режиссёра Эртема Эгилмеза. Основан на одноимённой серии рассказов писателя Рыфата Ылгаза. Первый фильм в серии из 11 фильмов.

## Сюжет
Группа ленивых, невежественных старшеклассников, не спешащих оканчивать школу, пристроилась в Частном лицее Чамлыджа, оплачиваемом игнорирующими их родителями. Старшеклассники сплотились как семья и находятся под присмотром школьной технички Хафизе-ана. Их царствованию над школой бросает вызов новый заместитель директора Махмут-ходжа, который, несмотря на свой добросердечный характер, берёт на себя роль строгого приверженца дисциплины и становится объектом их проделок.

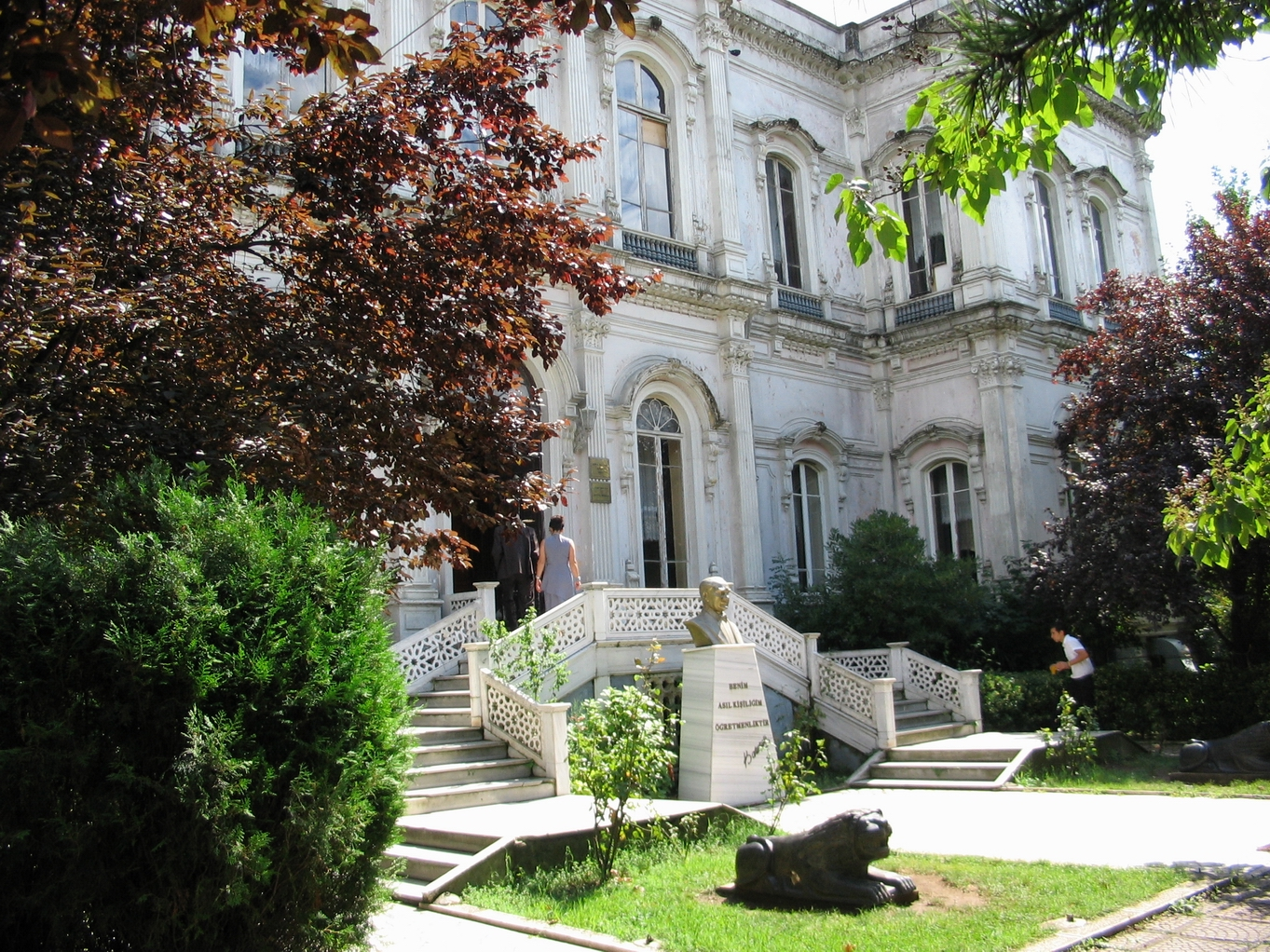
Место съёмок фильма в павильоне Адиле Султан

## В ролях

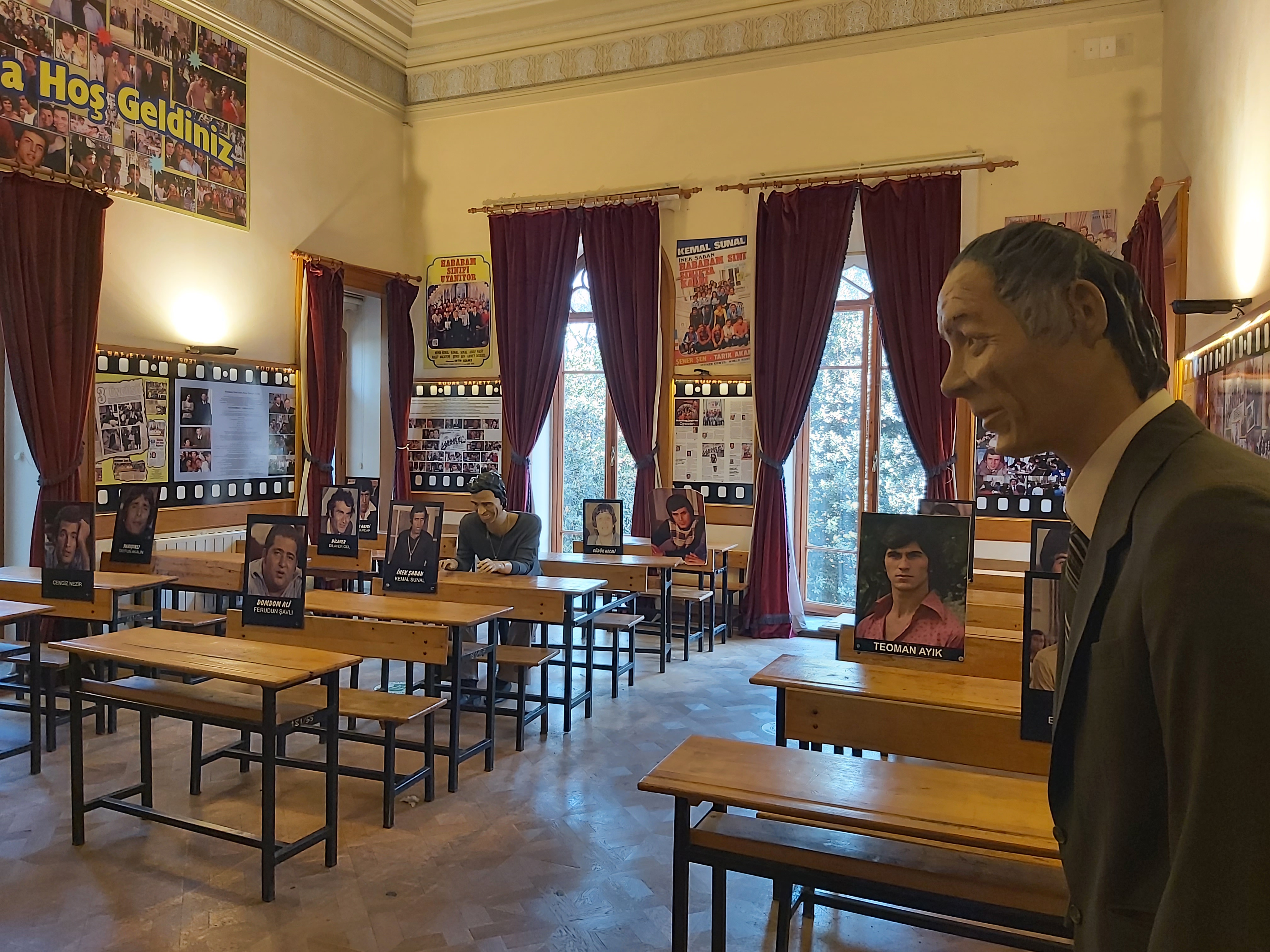
Музей «Возмутительного класса» в павильоне Адиле Султан. В классе находятся фотографии актёров фильма и восковые фигуры Кель Махмута (Мюнир Озкул) и Инек Шабана (Кемаль Сунал)

| Ученики                         | Ученики        | Учителя и другие                  | Учителя и другие         | Учителя и другие                        |
| Актёр                           | Роль           | Актёр                             | Роль                     | Должность                               |
| ------------------------------- | -------------- | --------------------------------- | ------------------------ | --------------------------------------- |
| Кемаль Сунал                    | Инек Шабан     | Мюнир Озкул                       | Кель Махмут/Махмут-ходжа | Заместитель директора и учитель истории |
| Халит Акчатепе                  | Гюдюк Неджми   | Сыткы Акчатепе (озв. Мюмтаз Энер) | Паша Нури                | Учитель физики                          |
| Тарык Акан (озв. Пекджан Кошар) | Дамат Ферит    | Эртугрул Бильда                   | Кюльютмаз Неджми         | Учитель биологии                        |
| Феридун Шавлы                   | Домдом Али     | Хайри Карабей                     | Рыза-ходжа               | Учитель географии                       |
| Джем Гюрдап                     | Тулум Хайри    | Талат Думанлы                     | Кюрс Сыткы               | Учитель математики                      |
| Ахмет Арыман                    | Хайта Исмаил   | Акил Озтуна                       | Акил-ходжа               | Учитель философии                       |
| Дженгиз Незир                   | Бозум Джахит   | Ибрахим Оралоглу                  |                          | Учитель литературы                      |
| Бюлент Игдироглу                | Калем Шакир    | Кемаль Эргювенч                   | Кемаль-ходжа             | Учитель химии                           |
| Эргун Сёзен                     | Бонджук        | Мухаррем Гюрсес                   | Мухаррем Гюр             | Директор                                |
| Газанфер Шенер                  | Кикирик        | Адиле Нашит                       | Хафизе-ана               | Техничка и повариха                     |
| Эрджан Гезмиш                   | Постал Рыза    | Хаккы Карадайы                    | Капыджи Вейсель-эфенди   | Школьный швейцар                        |
| Бюлент Онаран                   | Паламут Реджеп | Леман Акчатепе                    |                          | Заведующая Женским лицеем               |
| Дилавер Гюр                     | Дилавер        | Айшен Груда                       |                          | Ведущая конкурса                        |
| Фарук Шавлы                     |                | Экрем Дюмер                       |                          | Врач                                    |